# هوندا ۷۰
هوندا ۷۰ (انگلیسی: Honda 70) یک موتورسیکلت خیابانی با انجین تک‌سیلندر چهارزمانه، حجم ۷۲ سی‌سی، توان خروجی ۵ اسب بخار به همراه یک گیربکس چهار سرعته دستی و حداکثر سرعت ۸۰ کیلومتر در ساعت که در کمپانی هوندای ژاپن از سال ۱۹۷۰ تا ۱۹۹۱ تولید شد. تولید این موتورسیکلت در سال ۱۹۹۱ به اطلس هوندا پاکستان منتقل شد.
هوندا ۷۰ که برای رقابت با موتورسیکلت‌های دوزمانه کوچک رقیب معرفی شد، دارای یک موتور چهار زمانه با حجم ۷۲ سی‌سی (۴٫۴ مکعب اینچ) بود. مدل‌های سال ۱۹۷۰ تا ۱۹۸۳ با نام "هوندا ۷۰" با علامت "هوندا ۷۰" در قاب‌های جانبی به فروش می‌رسید. در سال ۱۹۸۴، هوندا ۷۰ به هوندا سی‌دی۷۰ تغییر نام داد.
- در سال ۲۰۱۴، اطلس هوندا پاکستان وزن مدل‌های تولیدی جدیدتر را کاهش داد تا بهره‌وری سوخت بهبود یابد.

- از ۳۱ مارس ۲۰۲۰ تا ۳۱ مارس ۲۰۲۱، اطلس هوندا بیش از ۸۰۰٫۰۰۰ دستگاه هوندا سی‌دی۷۰ را فروخت.[۱]